# کواستار
کواستار (انگلیسی: CoStar) شرکت فناوری اطلاعات آمریکایی است، که در سال ۱۹۸۷ تأسیس شد.